# 지나 G
지나 G(영어: Gina G, 본명: Gina Mary Gardiner, 지나 메리 가디너, 1970년 8월 3일 ~ )는 오스트레일리아의 가수이다. 그녀는 1996년 유로비전 송 콘테스트에 영국 대표로 참가해 부른 "Ooh Aah... Just a Little Bit"라는 곡으로 영국 싱글 차트 1위에 올랐다. 이 곡은 또한 1997년 미국 톱 20에 진입했고 1998년 그래미 어워드 최우수 댄스 레코딩 부문 후보에 올랐다. 그녀의 다른 영국 톱 30 히트곡으로는 "I Belong to You" 6위 (1996년), "Fresh" 6위 (1997년), "Ti Amo" 11위 (1997년), "Gimme Some Love" 25위 (1997년)가 있다.